# Wolfgang Jörg

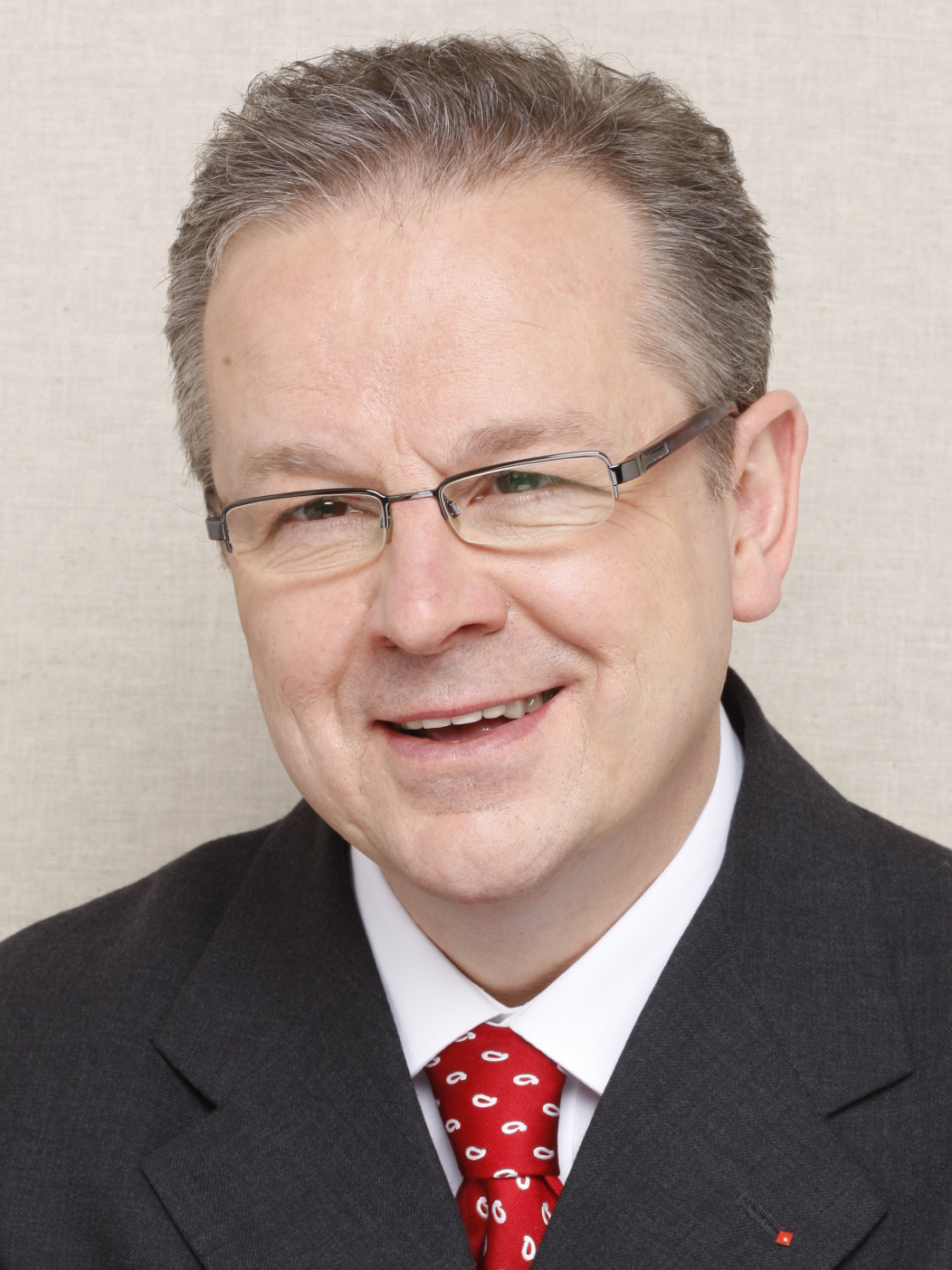
Wolfgang Jörg, vor 2011

Wolfgang Jörg (* 24. Januar 1963 in Hagen) ist ein deutscher Politiker (SPD). Er ist seit dem 8. Juni 2005 Abgeordneter des Landtags von Nordrhein-Westfalen.

## Leben
Jörg erreichte 1983 die Fachhochschulreife und besuchte im Anschluss die Fachhochschule Dortmund, die er als Diplom-Sozialarbeiter abschloss. Bis 2005 arbeitete Jörg als Mitarbeiter des Landtagsabgeordneten Wilfried Kramps.
Er ist Mitglied der Arbeiterwohlfahrt und der Gewerkschaft ver.di.

## Politik
Im Jahr 1985 trat Jörg der SPD bei. Von 2001 bis 2005 war er stellvertretender Vorsitzender des Unterbezirks Hagen, von 2005 bis 2009 dessen Vorsitzender.

### Kommunalpolitik
Von 1994 bis 1999, und erneut von 2004 bis 2006, war Jörg Mitglied des Rates der Stadt Hagen, in dem er zuletzt als stellvertretender Fraktionsvorsitzender tätig war.
Im September 2019 wurde Wolfgang Jörg zum Kandidaten der Hagener SPD für den Posten des Oberbürgermeisters bei den Kommunalwahlen im September 2020 gewählt.

### Landespolitik
Seit dem 8. Juni 2005 ist Jörg direkt gewählter Abgeordneter des Landtags von Nordrhein-Westfalen für den Wahlkreis Hagen I. Bei den Landtagswahlen 2010, 2012, 2017 und 2022 wurde sein Mandat bestätigt.
In seiner ersten Wahlperiode gehörte Jörg als ordentliches Mitglied dem Petitionsausschuss, der Enquetekommission „Erarbeitung von Vorschlägen für eine effektive Präventionspolitik in NRW“ und dem Ausschuss für Familie, Kinder und Jugend an. Außerdem war er seit 2006 Sprecher seiner Partei im Familienausschuss.
In der aktuellen Wahlperiode ist Jörg Vorsitzender des Ausschusses für Familie, Kinder und Jugend und Mitglied im Petitionsausschuss. Ferner agiert er als stellvertretendes Mitglied im Ausschuss für Gleichstellung und Frauen, Ausschuss für Kultur und Medien und Ausschuss für Umwelt, Landwirtschaft, Natur- und Verbraucherschutz. Zudem ist Jörg stv. Mitglied im Parlamentarischen Untersuchungsausschuss IV (Kindesmissbrauch).
Jörg wurde 2012 erstmals vom Landtag NRW zum Mitglied der Bundesversammlung zur Wahl des Bundespräsidenten gewählt und nahm an der Wahl teil. Im Dezember 2016 wurde er von seinem Parlament erneut zum Mitglied der Bundesversammlung 2017 gewählt.